# Meester van Sint-Goedele
De Meester van Sint-Goedele of de Meester van het Gezicht op Sint-Goedele was een Vlaamse Primitief die werkzaam was in Brussel in de late 15e eeuw.
De meester kreeg zijn noodnaam in 1923 van Max Jakob Friedländer, omdat hij de Brusselse Sint-Goedele kerk, de huidige Kathedraal van Sint-Michiel en Sint-Goedele afgebeeld had in de achtergrond van het Herderlijk Schrijven, nu in het Louvre in Parijs. In 1925 legde hij het verband tussen deze meester en twee werken toegeschreven aan de Meester van de Barbaralegende en in 1926 voegde hij nog een aantal werken toe aan het oeuvre van de meester.

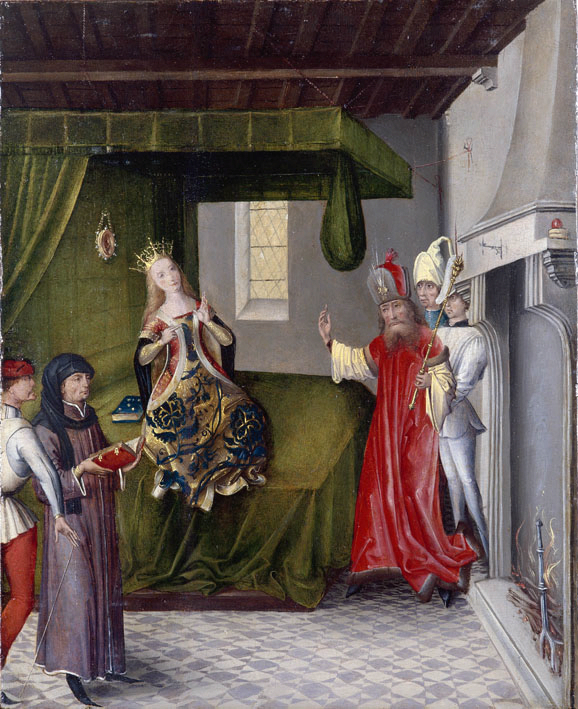
De H. Catharina in dispuut met de filosofen, ca. 1470, Musée des Beaux-Arts de Dijon.

Ondanks de hem toegewezen naam was hij niet de eerste die een getrouwe afbeelding van Sint-Goedele schilderde. In het handschrift Benois seront les miséricordieux (Brussel, KBB, ms. 9296, f.17r), 0000000000000000000000000000000000/wordt Margaretha van York geknield in het gezelschap van de kerkvaders voorgesteld met de kerk van Sint-Goedele achter haar en in de achtergrond de Onze-Lieve-Vrouw-ter-Zavelkerk. Deze miniatuur zou de eerste getrouwe weergave van een monument in een handschrift zijn en toont aan dat de Meester van Sint-Goedele helemaal niet de enige was die Brusselse monumenten gebruikte in zijn werken.
Over zijn afkomst is niets met zekerheid geweten. Volgens sommigen zou hij afkomstig zijn uit Brussel, anderen menen dat hij een deel van zijn jeugd zou hebben doorgebracht in Keulen, omdat hij regelmatig Keulse gebouwen schilderde in de achtergrond van zijn werken. H. Dubois, de auteur van een monografie over deze meester, meent ook dat de meester beïnvloed werd door de Keulse School, maar er is geen afdoend bewijs dat de meester uit het Rijnland afkomstig was en de Keulse gebouwen kan hij gekend hebben van het werk van Hans Memling.

## Stijlkenmerken
Ook deze Brusselse meester was een opvolger van Rogier van der Weyden, zoals alle Brusselse kleinmeesters uit deze periode, maar hij stelt zich veel onafhankelijker op. Hij neemt thema's en de expressiviteit over van het werk van Van der Weyden, maar herwerkt die in zijn eigen werk.
Ainsworth meent dat de Meester van Sint-Goedele een opleiding als miniaturist zou gehad hebben en dat hij de architecturale achtergrond in zijn schilderijen op dezelfde manier behandelde als de miniatuurschilders in de boekverluchting. Verschillende architecturale elementen werden naast elkaar geplaatst zonder logisch verband. In de grotere panelen gebruikt hij echter deze manier van werken niet.

## Werken
- Herderlijk Schrijven, ca. 1481, Parijs, Musée du Louvre.
- De Heilige Catharina Discussieert met de Geleerden, 2e helft 15e eeuw, Oberlin, Allan Memorial Art Museum.
- Bevrijding van de Gevangenen, ca. 1480, Parijs, Musée national du Moyen Âge.
- Aanbidding van de Wijzen, Baltimore, Baltimore Museum of Art.
- Verrijzenis, Parijs, Musée des Art décoratifs.

Huwelijk van de Maagd, ca. 1480, Utrecht, Museum Catharijneconvent

- Christus op de Olijfberg, ca. 1490, Cambridge (Massachusetts), Busch-Reisinger Museum.
- Maagd met kind, Stichteres en Maria Magdalena, 1470-1485, Luik, Musée d'Art religieux et d'Art mosan.
- Verrijzenis (paneel van passieretabel), ca. 1470, Barnard Castle, Bowes Museum.
- Verrijzenis (paneel van passieretabel), ca. 1480, Cambridge, Queens College.
- De Naakten Kleden, 1476-1500, Madrid, Museo Thyssen-Bornemisza.
- Huwelijk van de Maagd, ca. 1480, Brussel, Koninklijke Musea voor Schone Kunsten van België.
- Huwelijk van de Maagd, ca. 1480, Utrecht, Museum Catharijneconvent.
- Huwelijk van de Maagd, ca. 1480, Londen, James Mann Collectie
- Mansportret, ca. 1480, New York, Metropolitan Museum of Art.
- Mansportret, ca.1480, Londen, National Gallery.
- Presentatie van Maria, ca. 1480, Brussel, Koninklijke Musea voor Schone Kunsten van België.

## Weblinks
- (nl)  BaLAT KIK-IRPA KIK-IRPA] afbeeldingen van toegeschreven werken
- (nl)  Biografische gegevens op RKD-Nederlands Instituut voor Kunstgeschiedenis.[14]

- Gemeinsame Normdatei: 130266310
- RKD-Nederlands Instituut voor Kunstgeschiedenis: 53848
- Union List of Artist Names: 500018237
- Virtual International Authority File: 95792937
- WorldCat: E39PBJjT4HDkJCWFDx3MKwbDbd